# Dogma 93 (singolo)
Dogma 93 è un singolo del rapper italiano Lowlow, pubblicato il 20 marzo 2020 come primo estratto dall'album omonimo.